# Triumph des Willens
Triumph des Willens (Brasil: Triunfo da Vontade / Portugal: O Triunfo da Vontade) é um filme alemão dirigido pela cineasta Leni Riefenstahl. Sua estreia se deu a 28 de março de 1935. O filme, do gênero documentário, retrata o 6.° Congresso do Partido Nazista, realizado no ano de 1934 na cidade de Nuremberg e que contou com a presença de mais de 30.000 simpatizantes do Nazismo.
É um dos filmes de propaganda política mais conhecidos na história do cinema, com grande reconhecimento das técnicas utilizadas por Riefenstahl, que depois passaram a influenciar filmes, documentários e comerciais.
O filme mostra muitos encontros dos membros do partido, assim como soldados marchando ao som de música clássica, cantando, jogando e cozinhando; também inclui trechos sonoros de discursos dados por vários conselheiros para Adolf Hitler, e porções de discursos do próprio Hitler. O filme mostra como o povo alemão era leal para com o seu lider Adolf Hitler.
Por este filme Riefenstahl recebeu uma medalha de ouro na Feira Mundial de Paris em 1937, também recebeu premiações nos Estados Unidos e Suécia. O filme está banido na Alemanha.